# Greg Van Avermaet
Greg Van Avermaet, belgijski kolesar, * 17. maj 1985, Lokeren.
Van Avermaet je na Poletnih olimpijskih igrah 2016 osvojil zlato medaljo na cestni dirki v Riu de Janeiru, ki se je začela in končala na plaži Copacabana.